# Apatin
Apatin (v srbské cyrilici Апатин) je město v srbské Vojvodině, v nejzápadnějším cípu regionu Bačka. 
První přístav po proudu řeky Dunaje na srbském území a zároveň průmyslové město je součástí Srbska od roku 1918 a historicky patřil spolu s celou Vojvodinou Uhersku. Za druhé světové války byl připojen k Maďarsku a později byl součástí Jugoslávie.
Podle posledního sčítání lidu mělo město 17 411 obyvatel. Opština Apatin - tedy město se svým přilehlým okolím - je dohromady domovem pro 28 929 lidí. Většina obyvatelstva je srbské národnosti (existuje rovněž rumunská a maďarská menšina). 
Apatin je rovněž znám v celé zemi díky velkému pivovaru (Apatinska pivara, kde se vaří pivo Jelen a rovněž se zde plní i srbská verze českého Staropramenu). Dalšími většími průmyslovými podniky ve městě jsou cihelna a loděnice.
Město mělo historicky železniční spojení prostřednictvím lokální trati z obce Sonta do Apatinu a pak na území Maďarska. Dnes sem vede pouze silniční spojení, a to silnicí nižších tříd. Město má rovněž i vlastní přístav.

## Sport
- FK Mladost Apatin – fotbalový klub[1]